# Invasão somali de Ogadênia
A invasão somali de Ogadênia ocorreu em julho de 1977, quando o exército somali atacou em duas formações. A força principal tinha o objetivo de capturar Jijiga, Harar e Dire Dawa enquanto uma força secundária atacava Dolo, Gode e Imi.
O Exército Nacional da Somália comprometeu-se a invadir Ogadênia em 12 de julho de 1977, conforme documentos do Ministério de Defesa Nacional da Etiópia (algumas outras fontes afirmam 13 de julho ou 23 de julho).

## Forças
De acordo com fontes etíopes, os invasores somavam 70.000 soldados, 40 aviões de combate, 250 tanques, 350 veículos blindados de transporte de pessoal e 600 artilharia, que era quase todo o Exército Somali. Oficiais soviéticos estimaram o número de atacantes das forças somalis em 23.000 militares, 150 tanques T-34 e 50 T-54/55, bem como 250 veículos blindados de transporte de pessoal, como o BTR-50PK, o BTR-152 e o BTR-60PB. Além das tropas regulares da Somália, outros 15.000 combatentes da Frente de Libertação da Somália Ocidental também estiveram presentes em Ogadênia.
As forças etíopes presentes em Ogadênia eram em grande parte compostas pela 3.ª Divisão Mecanizada do Exército Etíope, apoiada por um ad hoc 9.º Esquadrão de Caças equipado com caças a jato F-5E.

## Batalha

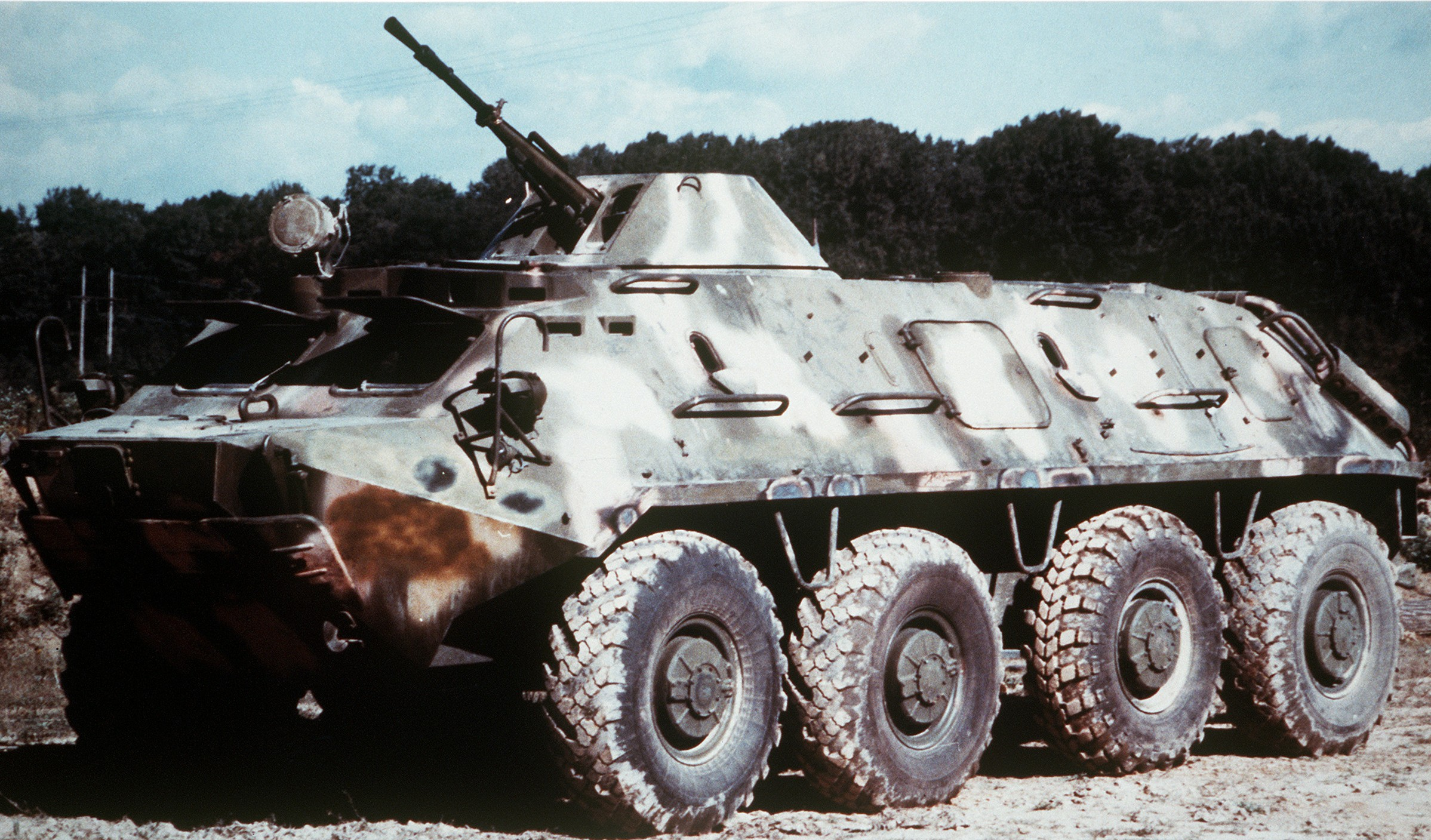
Um veículo blindado de transporte de pessoal BTR-60 do Exército Nacional da Somália.

No final de julho de 1977, 60% do Ogadênia havia sido tomado pelas tropas do Exército Nacional da Somália-Frente de Libertação da Somália Ocidental, incluindo Gode, no rio Shabelle. As forças atacantes sofreram alguns reveses iniciais; os defensores etíopes em Dire Dawa e Jijiga infligiram pesadas baixas às forças de assalto. A Força Aérea Etíope também começou a estabelecer superioridade aérea usando seus Northrop F-5s, apesar de estar inicialmente em desvantagem numérica pelos MiG-21s somalis. No entanto, a Somália estava superando facilmente o equipamento e a tecnologia militar etíope. O general soviético Vasily Petrov teve de relatar a Moscou o "lamentável estado" do exército etíope. As 3.ª e 4.ª Divisões de Infantaria Etíope, que sofreram o impacto da invasão da Somália, praticamente deixaram de existir.
Em 17 de agosto de 1977, elementos do Exército Somali haviam alcançado os arredores da cidade estratégica de Dire Dawa. Não apenas a segunda maior base aérea militar do país estava localizada ali, tal como a encruzilhada da Etiópia em Ogadênia, mas a linha ferroviária vital da Etiópia para o Mar Vermelho passava por esta cidade, e caso os somalis controlassem Dire Dawa, a Etiópia seria incapaz de exportar suas safras ou trazer o equipamento necessário para continuar os combates. Gebre Tareke estima que os somalis avançaram com duas brigadas motorizadas, um batalhão de tanques e uma bateria de mísseis balísticos sobre a cidade; contra eles estavam a Segunda Divisão de Milícia Etíope, o batalhão Nebelbal 201, o batalhão 781 da 78.ª Brigada, a 4.ª Companhia Mecanizada e um pelotão de tanques possuindo dois tanques. O combate foi feroz, pois ambos os lados sabiam o que estava em jogo, mas depois de dois dias, apesar de os somalis terem conquistado o aeroporto em determinado momento, os etíopes repeliram o ataque, forçando os somalis a se retirarem. Doravante, isso ficou conhecido como a Batalha de Dire Dawa e a cidade nunca mais correu o risco de um ataque.
Em outubro de 1977, o Exército Somali e as forças da Frente de Libertação da Somália Ocidental controlavam até 90% do território de Ogadênia, cerca de 320.000 quilômetros quadrados.